# Frances Callier
Eleanor Frances Callier (Chicago, Illinois; 17 de mayo de 1969), conocida como Frances Callier, es una actriz y comediante estadounidense.

## Carrera de actriz
Sus trabajos de televisión incluyen According to Jim, My Name Is Earl, Frasier, y Curb Your Enthusiasm. Es especialmente conocida por su rol coprotagónico en la comedia británica, 3 No-Blondes.
Tiene un papel como Roxy la guardaespaldas de la Serie Original de Disney Channel Hannah Montana. Apareció en el episodio piloto, no emitido, de la serie de FOX Drive.
Frances Callier es una de los miembros del dúo cómico Frangela. Aparece con regularidad como Frangela en VH1s Best Week Ever. Ha sido vista en CNN's Showbiz Tonight, Headline News, Fox News Red Eye y es colaboradora habitual de NPR's Day to Day. Trabaja además en la emisora de radio en KTLK  los sábados por la tarde.
Callier también apareció en un episodio de Drake y Josh como la diva Helen, la gerente de cine. Reemplazando a Yvette Nicole Brown, que no podía hacer la grabación.
Apareció en la película He's Just Not That Into You, en una escena en el parque con su compañera Angela V. Shelton de Frangela.
También ha aparecido en MTV's Made para ayudar a los niños con sus dietas.

## Filmografía
| Películas y Series de Televisión | Películas y Series de Televisión | Películas y Series de Televisión | Películas y Series de Televisión                |
| Año                              | Título                           | Rol                              | Notas                                           |
| -------------------------------- | -------------------------------- | -------------------------------- | ----------------------------------------------- |
| 2009                             | He's Just Not That Into You      | Frangela                         | escena en el parque                             |
| 2006—2008                        | Hannah Montana                   | Roxy Roker                       | Personaje recurrente                            |
|                                  | Drive                            | Patrice                          | Episodio:"Pilot" no emitido                     |
| 2007                             | Frangela                         | Sí misma                         | Rol principal                                   |
| 2006                             | Emily's Reasons Why Not          | La recepcionista                 | Pequeño rol                                     |
| 2005                             | I Can't Believe I Wore That      | Sí misma                         |                                                 |
| 2005                             | Best Week Ever                   | Sí misma                         | VH1                                             |
| 2005                             | My Name is Earl                  | Barbie                           | Rol de invitada                                 |
| 2004                             | Drake & Josh                     | Helen                            | Un episodio en reemplazo de Yvette Nicole Brown |
| 2004                             | According to Jim                 | Trudy                            | Rol de invitada                                 |
| 2003                             | Like Family                      | Customer #2                      | Pequeño rol                                     |
| 2003                             | It's all Relative                | Vendedor #1                      | Pequeño rol                                     |
| 2003                             | 3 Non-Blondes                    | Operador de cámara oculta        | Serie Regular                                   |
| 2003                             | Frasier                          | Niñera                           | Rol de invitada                                 |
| 2003                             | Hey Monie!                       | Yvette                           | Pequeño rol                                     |
| 2001                             | Curb Your Enthusiasm             | Trabajadora social               | Rol de invitada                                 |